# Sōtīrīs Tsikkos
Sōtīrīs Tsikkos (in greco: Σωτήρης Τσίκκος; 26 luglio 1956) è un ex calciatore cipriota, di ruolo centrocampista.

## Carriera

### Club
Tra il 1977 ed il 1990 ha giocato nella prima divisione cipriota con la maglia dell'Omonia, con cui nell'arco di questi 13 anni ha giocato anche complessivamente 24 partite in Coppa dei Campioni (con 2 reti segnate), 2 partite in Coppa delle Coppe e 2 partite in Coppa UEFA.

### Nazionale
Ha giocato 5 partite per la nazionale cipriota tra il 1984 ed il 1986.

## Palmarès

### Club

#### Competizioni nazionali
- Campionato cipriota: 9

Omonia: 1977-1978, 1978-1979, 1980-1981, 1981-1982, 1982-1983, 1983-1984, 1984-1985, 1986-1987, 1988-1989
- Coppa di Cipro: 5

Omonia: 1979-1980, 1980-1981, 1981-1982, 1982-1983, 1987-1988
- Supercoppa di Cipro: 8

Omonia: 1979, 1980, 1981, 1982, 1983, 1987, 1988, 1989